# Begonia × phyllomaniaca
Begonia × phyllomaniaca es una especie de planta perenne perteneciente a la familia Begoniaceae. 
Es un híbrido compuesto por Begonia incarnata Link & Otto × Begonia manicata Brongn.

## Taxonomía
Begonia × phyllomaniaca fue descrita por Carl Friedrich Philipp von Martius y publicado en Journal of Botany, British and Foreign 4: 206. 1852.
Etimología
Begonia: nombre genérico, acuñado por Charles Plumier, un referente francés en botánica, honra a Michel Bégon, un gobernador de la excolonia francesa de Haití, y fue adoptado por Linneo.
phyllomaniaca: epíteto
sinonimia
- - Knesebeckia phyllomaniaca (Mart.) Klotzsch